# Érzékenyítés (immunológia)
Az immunológiában érzékenyítés vagy szenzitizáció alatt a következőket értjük:
1. Immunizáció. Létezik aktív és passzív immunizáció – ezeket tehát nevezik aktív, illetve passzív szenzitizációnak is.
Az aktív immunizáció során a szervezetet olyan antigénnek (allergénnek) teszik ki, ami hiperszenzitivitás kifejlődését okozza. A szenzitizációt gyakran az allergiás válasz kiváltására használják. A szenzitizáció nélkül, tehát ha még nem lett kitéve az allergénnek és nem indult meg benne az allergén-specifikus limfociták és antitestek termelése, a szervezet nem reagálna az allergénre.
2. Antitestek sejtekhez (pl. eritrocitákhoz) kötése immunológiai teszt, pl. Coombs-teszt vagy komplementkötési próba elvégzése előtt. Az antitestek a sejtek Fab régióihoz kötődnek.
3. Antitestek vagy oldható antigének kémiai vagy adszorpciós úton a megfelelő biológiai részecskékhez (pl. eritrocitákhoz, illetve zselatin- vagy latexrészecskékhez) kötése passzív agglutinációs tesztek végzése céljából.
Ezek a részecskék önmagukban biológiailag semlegesek, csak antigének hordozóiul vagy a fő antitestek antigénjeiként szolgálnak. Amikor az előkészítés során antitesteket használnak, azok az eritrociták vagy más részecskék Fab régióihoz kötődnek. Így a következő lépésben a másodlagos antitesteknek az elsődleges antitestek Fc régiójához kell kötődniük.

## Fordítás
- Ez a szócikk részben vagy egészben a Sensitization (immunological) című angol Wikipédia-szócikk ezen változatának fordításán alapul.  Az eredeti cikk szerkesztőit annak laptörténete sorolja fel. Ez a jelzés csupán a megfogalmazás eredetét és a szerzői jogokat jelzi, nem szolgál a cikkben szereplő információk forrásmegjelöléseként.